# Bigonzo
Lo scolo Bigonzo è un corso d'acqua della provincia di Treviso.
Si origina a Settecomuni e, muovendosi verso est, tocca a sud la frazione di San Trovaso e poi la località le Grazie. Superato il Terraglio piega verso sudest e, a nord di Borgo Verde, accoglie le acque del Riolo. Procede ancora verso est sfiorando Conscio e, raggiunta Casale sul Sile, si getta nel Sile. In alcune mappe di fine 1700 viene chiamato scolo Vigonzo. La sua manutenzione e gestione viene eseguita dal Consorzio di bonifica Acque Risorgive.